# Sorção
Sorção refere-se à ação de ambas absorção e adsorção ocorrendo simultaneamente. Como tal, é o efeito de gases ou líquidos a ser incorporados num material de um estado diferente e aderente à superfície de uma outra molécula. A absorção é a incorporação de uma substância em um estado para outro de um estado diferente (por exemplo, líquidos de serem absorvidos por um sólido ou gases de ser absorvidos por um líquido). Adsorção é a adesão física ou ligação de íons e moléculas na superfície de uma outra molécula. O processo inverso da sorção é a dessorção.
Numa sorção, se uma absorção, o material (fase) que absorve é chamado de absorvente (ou agente absorvente), e o material (fase) absorvido é chamado de absorvato. Já na adsorção, o material que adsorve é chamado de adsorvente (ou agente adsorvente) e o material que é adsorvido é chamado de adsorbato.
De acordo com a literatura, a adsorção em fase sólida é um dos métodos mais eficientes para remoção de corantes presentes em efluentes. O processo de adsorção sólido-líquido explora a capacidade que certos sólidos apresentam em concentrar na sua superfície substâncias específicas presentes em soluções aquosas. Dessa forma, os componentes das soluções aquosas podem ser separados. O material inicial a ser adsorvido é o adsorvato, e o material sólido onde em sua superfície ocorre a adsorção é chamado de adsorvente. Devido às diferentes forças de interações envolvidas no fenômeno de adsorção, este geralmente apresenta duas denominações: física (fisiossorção) ou química (quimiossorção). Adsorção física, ou adsorção de Van der Waals, é um fenômeno reversível. A fisiossorção é o resultado de forças intermoleculares de atração relativamente fracas entre as moléculas do sólido e a substância adsorvida.
Adsorção química é o resultado da interação química oriunda de uma reação de substituição entre o sólido e a substância adsorvida. O processo é frequentemente irreversível. Na quimiossorção as forças de interação adsorvato-adsorvente são relativamente superiores quando comparadas às forças observadas na adsorção física, sendo que nessa ocorre à formação de uma ligação química entre a molécula do adsorvato e a superfície do adsorvente. A descoloração do efluente é o resultado de dois mecanismos, a adsorção e a troca iônica (sítios com cargas no adsorvente) e é influenciada por fatores físico-químicos, tais como a interação entre adsorvato e o adsorvente, área superficial do adsorvente, tamanho de partícula, tamanho de poros do adsorvente, temperatura, acidez da solução do adsorvato (pH) e tempo de contato entre adsorvente e adsorvato.
A adsorção é atualmente considerada superior a outras técnicas tanto para reutilização de águas como para regeneração de muitos adsorventes após seu uso. Contudo, o princípio de um processo de adsorção eficiente consiste na escolha de um adsorvente com alta capacidade de adsorção e elevada eficiência para a remoção do adsorvato. Este deve estar disponível a um baixo custo e em grandes quantidades. O adsorvente mais utilizado para remoção de corantes é o carvão ativado devido a sua eficiência e baixo custo. Esta capacidade é devida, principalmente, por sua estrutura de poros, o que dá ao adsorvente uma grande área superficial e um volume médio de poros apropriado. Ao mesmo tempo, sua natureza química permite que sua superfície seja facilmente modificada por tratamento químico melhorando assim suas propriedades. Contudo, o carvão ativado apresenta desvantagens, tais como o alto custo, ineficiência com alguns tipos de corantes, e em alguns casos existe certa dificuldade no processo de regeneração com perda de adsorvente.
Recentemente, devido a estes inconvenientes encontrados no uso do carvão ativado, pesquisadores procuram produzir adsorventes alternativos para substituí-lo. A atenção tem sido direcionada para vários materiais sólidos naturais capazes de remover poluentes de água contaminada a um custo relativamente baixo. Um adsorvente pode ser considerado de baixo custo, se ele requerer pouco processamento para ser empregado; estar disponível em abundância (na natureza ou ser um subproduto industrial).
Dentre os adsorventes a partir de materiais alternativos e de baixo custo, podemos apontar cinzas de bagaço de cana, cascas carbonizadas, sedimento de esgoto carbonizado, arbustos, serragem de madeira, casca de eucalipto, turfa, musgos, mistura de resíduos de biogás, mistura de resíduos de carvão, sedimento reciclado de alumínio, solos, bagaço de maçã, palha de trigo, cinzas volantes, raízes de plantas aquáticas, casca de laranja, casca de tangerina, cascas de maracujá, casca de banana, casca de amendoim, microorganismos tipo fungos, bactérias, algas, quitina, quitosana, borra de café, casca de arroz e cinzas de casca de arroz.